# Ciamannacce
Ciamannacce (en cors Ciamannaccia) és un municipi francès, situat a la regió de Còrsega, al departament de Còrsega del Sud. L'any 2004 tenia 132 habitants.

## Demografia
| 1962 | 1968 | 1975 | 1982 | 1990 | 1999 | 2004 |
| ---- | ---- | ---- | ---- | ---- | ---- | ---- |
| 144  | 160  | 132  | 115  | 93   | 134  | 132  |

## Administració
| Període | Identitat        | Partit | Qualitat |
| ------- | ---------------- | ------ | -------- |
| 2001-   | Marcel Francisci | UMP    |          |